# Javadabad
Javādābād (farsi جوادآباد) è una città dello shahrestān di Varamin, circoscrizione di Javadabad, nella provincia di Teheran in Iran. Aveva, nel 2006, una popolazione di 4.718 abitanti. Si trova a sud di Varamin.